# Christophe Diguet
Christophe Diguet (né le 8 mai 1978 à Clamart) est un coureur cycliste français, professionnel de 2007 à 2008.

## Biographie
Christophe Diguet prend sa première licence dans un club cycliste à 18 ans. Il court dans diverses équipes de Mayenne et de Loire-Atlantique : VC Lavallois, OCC Laval, UC Sud 53, Nantes 44, UC Nantes. Après une bonne année 2006 dans ce club, il devient professionnel en 2007 dans l'équipe Auber 93. Il est notamment troisième du Tro Bro Leon et septième du Grand Prix de Fourmies en 2007, deuxième d'étape du Circuit de la Sarthe en 2008. Non-conservé à l'issue de la saison 2008, il revient à l'UC Nantes Atlantique. Il court pour la JS Coulaines en 2010, puis rejoint Laval Cyclisme 53 en 2011. Il met fin à sa carrière en fin d'année 2013

## Palmarès
- 2002
  - Champion des Pays de la Loire
- 2003
  - 2e de Bordeaux-Saintes
  - 3e de Redon-Redon
- 2004
  - Grand Prix Christian Fenioux
  - Jard-Les Herbiers
  - 2e du championnat des Pays de la Loire
- 2005
  - Champion des Pays de la Loire
  - Boucles guégonnaises
  - Nantes-Segré
  - Challenge Mayennais
  - 3e de la Flèche de Locminé
- 2006
  - Circuit des Deux Provinces
  - 1re étape du Tour de Gironde
  - Prix de la Mi-Août
  - 3e des Boucles guégonnaises
  - 3e du championnat des Pays de la Loire
  - 3e de Jard-Les Herbiers
  - 3e de la Ronde mayennaise
- 2007
  - 3e du Tro Bro Leon
- 2008
  - 3e de l'Étoile d'Or
- 2009
  - 2e du Challenge Mayennais
  - 3e du Tour de Martinique
- 2010
  - Grand Prix de Saint-Georges-sur-Loire